# Sinodelphys
Sinodelphys is een geslacht van uitgestorven zoogdieren, het oudst bekende zoogdier uit de infraklasse Metatheria, waartoe ook de hedendaagse buideldieren behoren.
Dit diertje leefde 125 miljoen jaar geleden (Barremien van het Krijt-tijdperk) en Sinodelphys is gevonden in de Yixian-formatie, de beroemde fossielenvindplaats in de Noord-Chinese provincie Liaoning. In dit gebied leefden ook andere zoogdieren zoals Eomaia, Repenomamus en multituberculaten. Ook gevederde dinosauriërs als Sinosauropteryx en Microraptor zijn in Liaoning gevonden. Sinodelphys was vijftien tot twintig centimeter lang en ongeveer dertig gram zwaar. Dit diertje leek op een opossum. Het skelet duidt erop dat Sinodelphys een goede klimmer was en waarschijnlijk was het omnivoor die zowel vruchten als insecten at. Net als bij andere zoogdieren uit de Yixianformatie zijn naast een vrijwel volledig skelet ook afdrukken van de vacht en weke lichaamsdelen bewaard gebleven van Sinodelphys.